# Hikurangi Falls
Die Hikurangi Falls  sind ein Wasserfall bislang nicht ermittelter Fallhöhe im Waitomo District in der Region Waikato auf der Nordinsel Neuseelands. Er liegt nordöstlich der Ortschaft Kopaki auf privatem Gelände im Lauf des Paritikona Stream, der einige Kilometer hinter dem Wasserfall in westlicher Fließrichtung in den Mangapehi River, einen Zulauf des Mokau River, mündet.